# مساعد عايد العازمي
مساعد عايد العازمي (9 أغسطس 1969) هو عداء كويتي. تنافس في سباق التتابع 4 × 400 متر للرجال في دورة الألعاب الأولمبية الصيفية 2000.
في عام 1997، ركض العازمي مسافة 100 متر في خلال 10.8 ثانية ليفوز بسباق 100 متر في طهران. كما حقق العازمي أفضل رقم قياسي له في سباق 400 متر بزمن 47.81 ثانية.
تنافس العازمى في سباقات 100 متر و200 متر في بطولة مجلس التعاون الخليجي لألعاب القوى عام 1998 في مسقط، عُمان. تأهل إلى النهائيات في كلا الحدثين، وحصل على المركز الخامس في سباق 100 متر في 10.57 ثانية والمركز الرابع في سباق 200 متر في 21.29 ثانية.
في ديسمبر 1998، تم اختيار العازمي ضمن فريق الكويت لسباق 4 × 400 متر في دورة الألعاب الآسيوية 1998. وفي المرحلة الثالثة، ساعد الفريق على إنهاء السباق في المركز الثالث في نصف النهائي والتقدم إلى النهائيات بزمن قدره 3:07.99. وفي اليوم التالي، ركض العازمي مرة أخرى في المركز الثالث لفريق الكويت في النهائيات، حيث احتل المركز الرابع وبفارق 0.03 ثانية فقط عن الميدالية البرونزية.
في عام 2000، تم اختيار العازمي لفريق الكويت 4 × 400 متر في دورة الألعاب الأولمبية الصيفية 2000. تم تصنيف الفريق في الجولة الخامسة، وتم استبعاده بعد خوض السباق.